# لازلو هونياد
لاديسلاس هونياد (بالمجرية: Hunyadi László) (و. 1431 – 1457 م) هو سياسي مجري، توفي في بودا، عن عمر يناهز 26 عاماً، بسبب قطع الرأس.

## مناصب
تولى منصب بان كرواتيا.